# مليكة سوريل
مليكة سوريل سوتر (الاسم عند الولادة: حليمة معيوف؛ 7 أغسطس 1962) هي كاتبة وسياسية فرنسية ذات أصول جزائرية. تهتم في أعمالها بقضايا التعليم وتدريب الأجيال الشابة، وسياسة الأسرة [الإنجليزية]، وقضايا الهجرة والسياسة الخارجية الفرنسية. انتخبت عضوةً في البرلمان الأوروبي في عام 2024. [الإنجليزية]

## سيرة
ولدت مليكة سوريل سوتر في مرسيليا، وهي ابنة لأبوين مهاجرين جزائريين ، وأكملت دراستها الابتدائية والثانوية في النظام التعليمي الفرنسي. انتقلت إلى الجزائر عندما كانت في العاشرة من عمرها وعادت إلى فرنسا في سن الخامسة والعشرين. هي مهندسة من المدرسة الوطنية المتعددة التقنيات بالجزائر وحاصلة على ماجستير إدارة الأعمال من معهد العلوم السياسية بباريس(1996). بعد عملها في مجال التوظيف التنفيذي لقطاع التقنية العالية، بدأت في الكتابة عن القضايا الاجتماعية، مثل قضايا الهجرة وعلاقات فرنسا الخارجية.
في 4 سبتمبر 2009، عينها نيكولا ساركوزي عضوةً في المجلس الأعلى للتكامل [الفرنسية] الذي أنشأه ميشال روكار في عام 1989، وهو المنصب الذي شغلته حتى حل فرانسوا هولاند هذا المجلس في 24 ديسمبر 2012.
وتشير ن. بو، الأستاذة المساعدة في معهد المغرب في جامعة باريس ، إلى أن مواقفها تُنشر على مواقع مثل موقع الرد العلماني، وأن مدونتها تستشهد بها المواقع اليمينية المتطرفة بانتظام، التي «تمنحها كتلة الهوية مديحها» وتصفها بأنها «أصولية علمانية».
في 24 مارس 2024، أعلنت مليكة سوريل أنها ستنضم إلى قائمة التجمع الوطني بقيادة جوردان بارديلا للانتخابات الأوروبية لعام 2024 ‏، في المرتبة الثانية في قائمة التجمع الوطني.